# Cala s'Alguer
La Cala S'Alguer est une crique et un hameau de pêcheurs situé sur la Costa Brava, dans la commune de Palamós, en Catalogne.

## Géographie
La cala S'Alguer se trouve entre les plages de La Fosca et de Castell, à proximité de l’ancien château de Sant Esteve de Mar. La crique est accessible par le sentier de grande randonnée GR 92, qui longe le littoral méditerranéen espagnol. Au nord, le sentier suit la côte jusqu’à la plage de Castell, puis traverse les forêts de pins et de chênes-lièges en direction de Calella de Palafrugell. Vers le sud, il passe devant les vestiges du château de Sant Esteve de Mar jusqu’à La Fosca.

## Histoire
Le village de S'Alguer remonte au XVIe siècle et constitue un rare exemple de l’apparence du littoral catalan avant l’essor du tourisme. Il témoigne de l’histoire maritime locale et de l’activité traditionnelle des pêcheurs de la région.

## Architecture
Les cabanes de pêcheurs, alignées face à la mer et partiellement abritées par une zone boisée, sont des bâtiments en pierres, dotés de voûtes en céramique de style catalan à trois épaisseurs de briques. Elles possèdent des terrasses et des rampes permettant la mise à l’eau des embarcations. Construites à l’origine pour entreposer les barques et le matériel de pêche, ces constructions représentent un exemple remarquable d’architecture populaire traditionnelle parfaitement intégrée au paysage.

## Activités
De nos jours, la crique de S'Alguer est un lieu prisé par les plaisanciers, avec de nombreux bateaux de plaisance qui y mouillent régulièrement. Elle constitue également un point d’intérêt touristique pour les randonneurs empruntant le GR 92.
L’ensemble formé par la crique et ses constructions traditionnelles est classé bien culturel d’intérêt national.

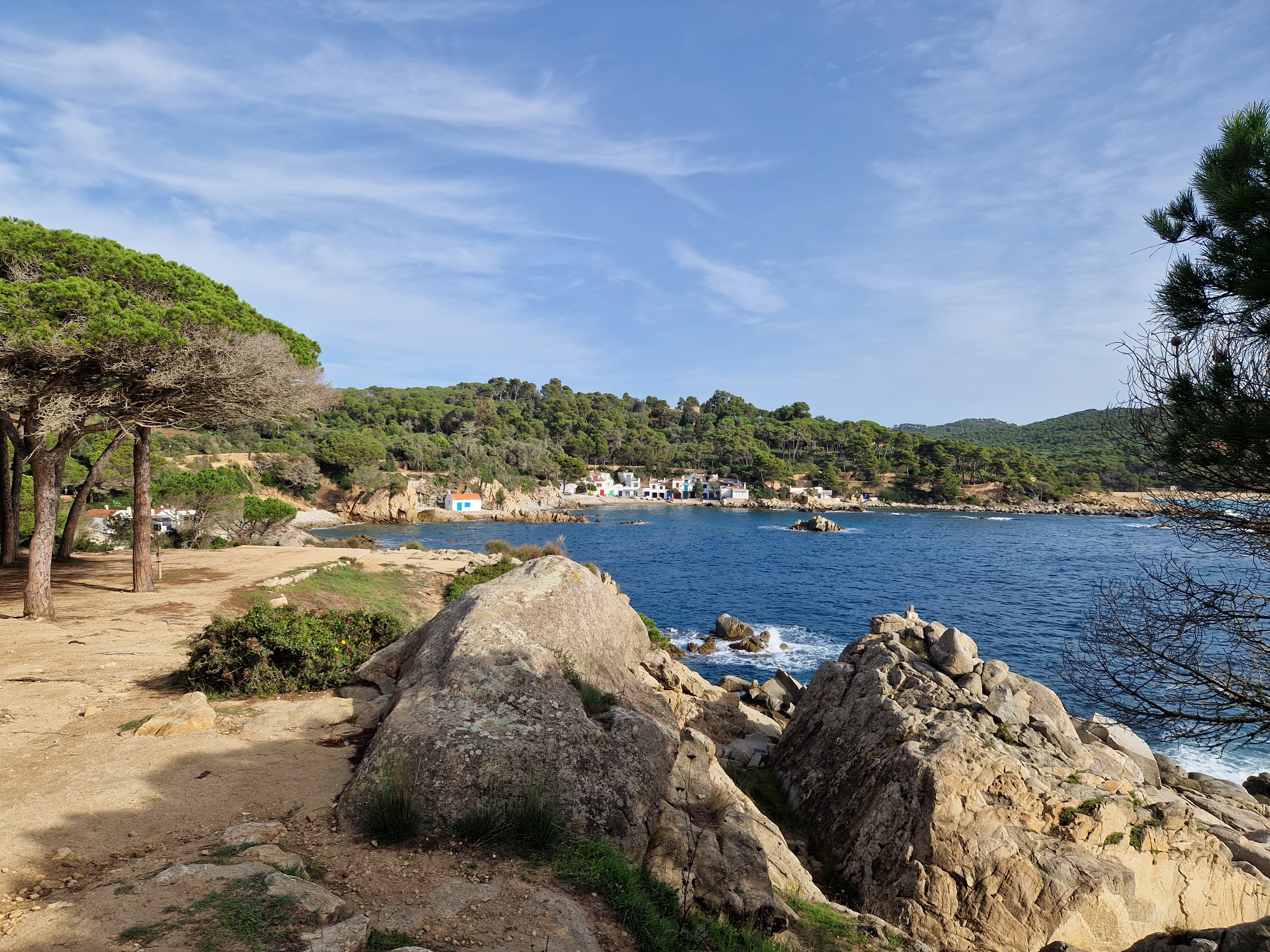
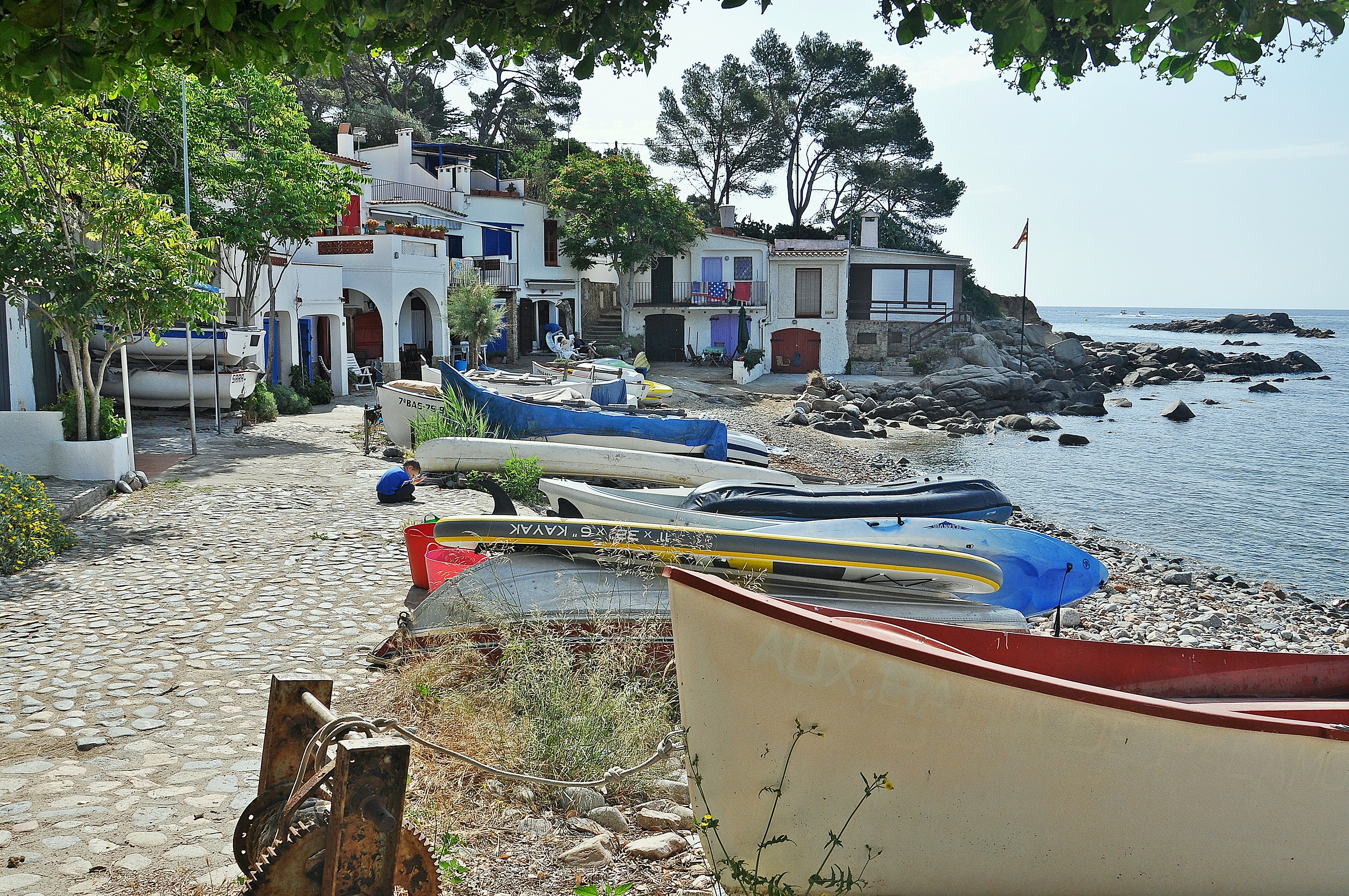
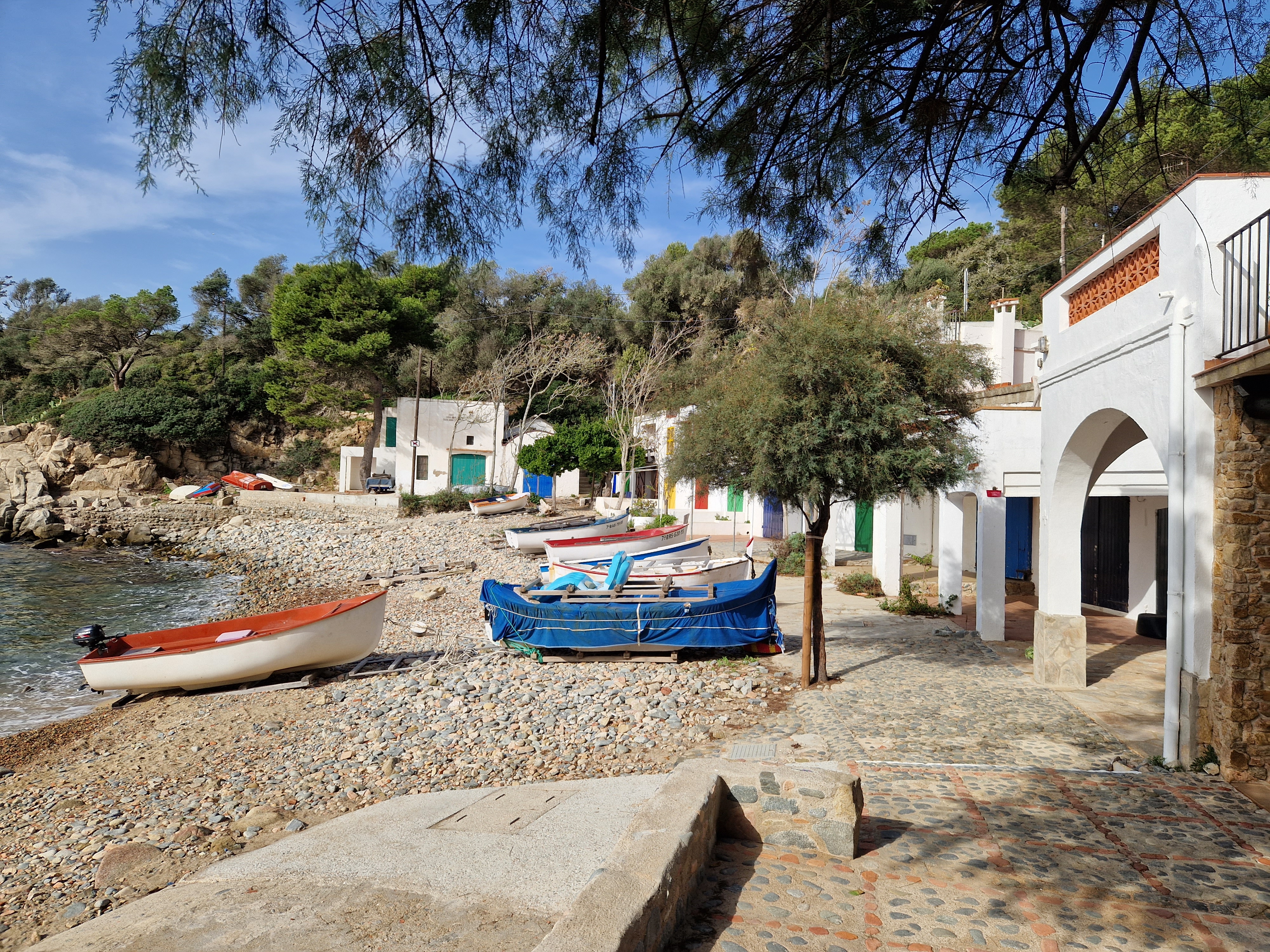
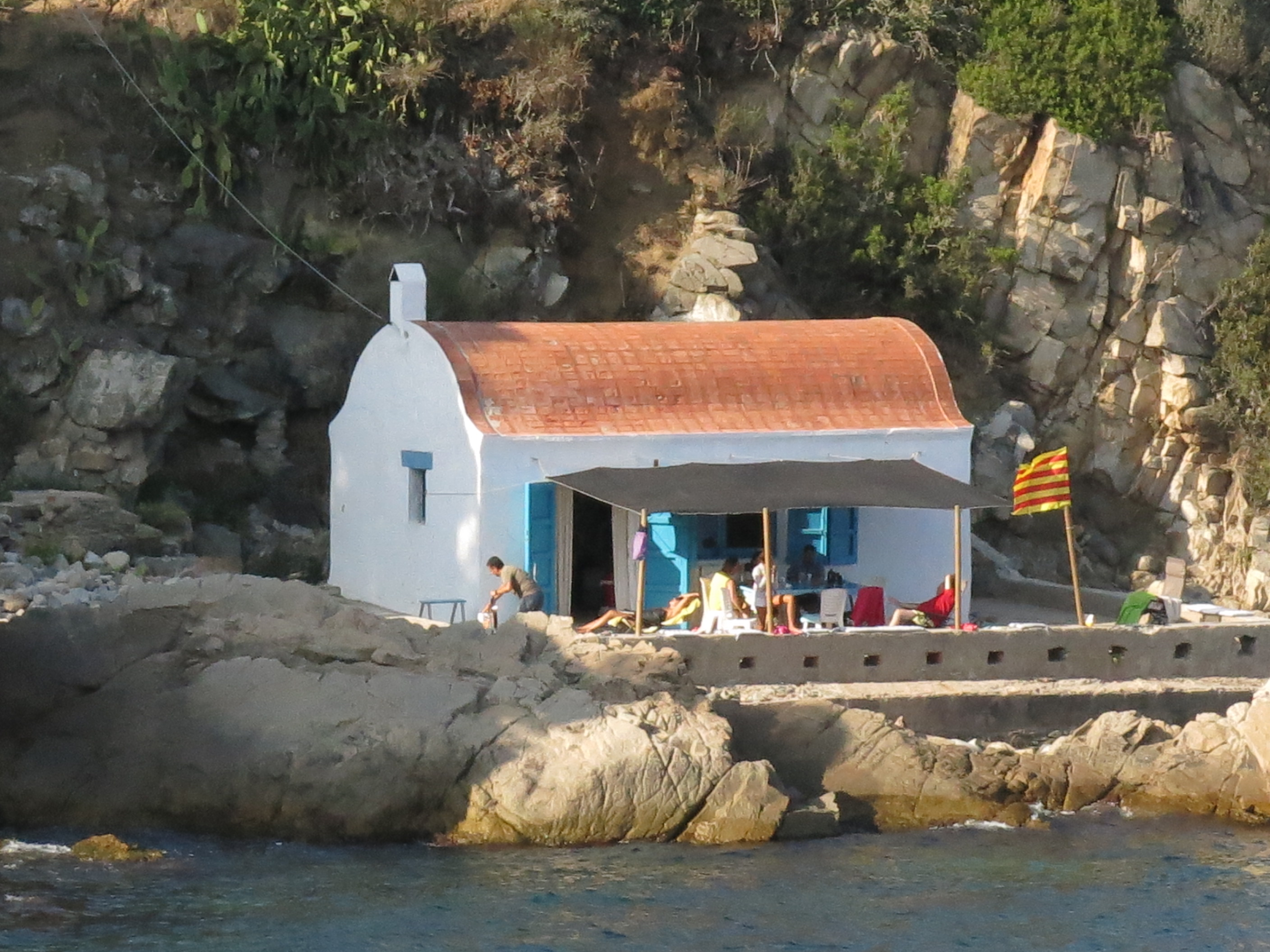